# Bakugan: Gundalian Invaders
Bakugan: Gundalian Invaders (爆丸バトルブローラーズ ガンダリアンインベーダーズ?, Bakugan Batoru Burōrāzu Gandarian Inbeidāzu) è la terza serie dell'anime Bakugan - Battle Brawlers, nonché il sequel di Bakugan Battle Brawlers: New Vestronia.

## Trama
L'Interspazio Bakugan ideato da Marucho e creato con la collaborazione di Ren Krawler è diventato accessibile a tutti: ognuno può recarsi nel punto d'accesso più vicino alla propria zona ed entrare nel luogo virtuale per combattere con i Bakugan. Presto Ren rivela a Dan, Shun, Marucho e Jake di essere un alieno proveniente da Gundalia e che il suo pianeta è stato invaso da Neathia. I suoi amici, però, incontrano la principessa di Neathia, Fabia Sheen, e scoprono che Krawler ha mentito: in realtà è stato Gundalia ad invadere Neathia.
Ren, infatti, era entrato a far parte della squadra dei famosi Combattenti Bakugan (Dan, Shun e Marucho) per portarli dalla parte di Gundalia, tiranneggiata dall'imperatore-stregone Barodius. Questo ha fatto invadere Neathia per ottenerne l'Elemento, un grande potere benefico che in mani sbagliate potrebbe costituire un grave pericolo per tutti, e il Globo Sacro, contenente il dna di ogni Bakugan. Per fermarlo e per proteggere i ragazzi della Terra che vengono rapiti dai Gundalian nell'Interspazio Bakugan, i Combattenti accompagnano Fabia a Neathia e si arruolano con lei nei Cavalieri del Castello (cui più in là si unirà anche Ren, che si redimerà), l'esercito al servizio della terribile e feroce regina-strega Serena, la sorella di Fabia.
Tutti insieme devono difendere i tre scudi che proteggono Neathia; il terzo permette solo a chi possiede un dna neathian di penetrarvi, ma Darkus Dharak, il Bakugan di Barodius, alla fine riesce ad entrare a Neathia, avendo rubato il dna di Drago. Il Codice Eva, cioè la forza del Globo Sacro, che solo o Drago o Dharak potranno conquistare, decide di far affrontare Dan e Barodius, destinati allo scontro, isolandoli dagli altri, evitando che innocenti ci vadano di mezzo. Dan e Drago vinceranno e otterranno la forza del Codice Eva, che potrebbe permettere loro di governare su tutti i Bakugan dopo la sconfitta di Barodius e i suoi mostruosi scagnozzi.

## Episodi
Nel nostro Paese, la serie è approdata in prima visione su Italia 1 il 22 maggio 2011, alle ore 9:30 circa. Interrotta il 26 giugno 2011 all'episodio 11, è stata ripresa dalla rete l'11 settembre e si è conclusa il 15 gennaio 2012.
Dal 5 settembre 2011, la serie è in replica su Cartoon Network, che trasmette 2 episodi ogni pomeriggio tranne il weekend. A partire dal 14 settembre, la rete inizia a trasmettere in prima visione assoluta i restanti episodi. Viene proposta in replica dal primo episodio su Boing dal 16 gennaio 2012.
| Nº | Titolo italiano Giapponese 「Kanji」 - Rōmaji          | In onda           | In onda           |
| Nº | Titolo italiano Giapponese 「Kanji」 - Rōmaji          | Giapponese        | Italiano          |
| 1  | Un nuovo inizio 「新世界」 - Shinsekai                 | 3 aprile 2011     | 22 maggio 2011    |
| 2  | Rivelazione 「戦場」 - Senjō                           | 10 aprile 2011    | 28 maggio 2011    |
| 3  | La visitatrice 「出会い」 - Deai                       | 17 aprile 2011    | 29 maggio 2011    |
| 4  | Il futuro combattente 「タッチダウン」 - Tacchidaun    | 24 aprile 2011    | 5 giugno 2011     |
| 5  | Scontro 「ミッション」 - Misshon                       | 1º maggio 2011    | 6 giugno 2011     |
| 6  | Allo scoperto 「疑惑」 - Giwaku                        | 8 maggio 2011     | 11 giugno 2011    |
| 7  | Identità nascoste 「真実」 - Shinjitsu                 | 15 maggio 2011    | 12 giugno 2011    |
| 8  | Presa di potere! 「仲間たち」 - Nakama-tachi           | 22 maggio 2011    | 18 giugno 2011    |
| 9  | Attacco gemello! 「奪取」 - Dasshu                     | 29 maggio 2011    | 19 giugno 2011    |
| 10 | Fuga dall'oscurità 「闇の扉」 - Yami no tobira         | 5 giugno 2011     | 25 giugno 2011    |
| 11 | Il pacco segreto 「メッセンジャー」 - Messenjā         | 12 giugno 2011    | 26 giugno 2011    |
| 12 | L'elemento 「炎のさだめ」 - Honō no sadame             | 26 giugno 2011    | 11 settembre 2011 |
| 13 | Gemelli malvagi 「変身」 - Henshin                     | 3 luglio 2011     | 14 settembre 2011 |
| 14 | Il globo sacro 「最前線」 - Saizensen                  | 10 luglio 2011    | 14 settembre 2011 |
| 15 | L'esca 「電光石火」 - Denkōsekka                       | 17 luglio 2011    | 15 settembre 2011 |
| 16 | Lo scambio segreto 「反撃」 - Hangeki                  | 24 luglio 2011    | 15 settembre 2011 |
| 17 | Battaglia per il secondo scudo 「復活」 - Fukkatsu     | 31 luglio 2011    | 16 settembre 2011 |
| 18 | Chiamata alla ribalta 「夢芝居」 - Yume shibai         | 7 agosto 2011     | 16 settembre 2011 |
| 19 | Il segreto del globo sacro 「暗躍」 - Anyaku           | 14 agosto 2011    | 19 settembre 2011 |
| 20 | Compagni fino alla fine 「夢」 - Yume                  | 21 agosto 2011    | 19 settembre 2011 |
| 21 | Dividere per conquistare 「反逆」 - Hangyaku           | 28 agosto 2011    | 20 settembre 2011 |
| 22 | Assalto mobile 「テイク・オフ」 - Teiku Ofu            | 4 settembre 2011  | 20 settembre 2011 |
| 23 | Il ritorno di Sid 「脱出」 - Dasshutsu                 | 11 settembre 2011 | 21 settembre 2011 |
| 24 | Dharak Colossus 「出陣」 - Shutsujin                   | 18 settembre 2011 | 21 settembre 2011 |
| 25 | Il potere proibito 「禁断の果て」 - Kindan no hate     | 25 settembre 2011 | 22 settembre 2011 |
| 26 | Il perdono 「想い」 - Omoi                             | 2 ottobre 2011    | 11 ottobre 2011   |
| 27 | Nella tempesta 「嵐」 - Arashi                         | 9 ottobre 2011    | 11 ottobre 2011   |
| 28 | Il ritorno di Jake 「そして」 - Soshite                | 23 ottobre 2011   | 12 ottobre 2011   |
| 29 | Genesi 「試練」 - Shiren                               | 30 ottobre 2011   | 12 ottobre 2011   |
| 30 | Infiltrati 「史上最大の作戦」 - Shijōsaidai no sakusen | 6 novembre 2011   | 13 ottobre 2011   |
| 31 | La vera evoluzione 「光と影」 - Hikari to kage         | 13 novembre 2011  | 13 ottobre 2011   |
| 32 | La redenzione 「救出」 - Kyūshutsu                     | 20 novembre 2011  | 14 ottobre 2011   |
| 33 | I segreti del DNA 「虜」 - Toriko                      | 27 novembre 2011  | 14 ottobre 2011   |
| 34 | Colpo finale 「進化」 - Shinka                         | 4 dicembre 2011   | 17 ottobre 2011   |
| 35 | Fuga dal sogno 「記憶」 - Kioku                        | 11 dicembre 2011  | 17 ottobre 2011   |
| 36 | La resa dei conti Gundalian 「帰還」 - Kikan           | 25 dicembre 2011  | 18 ottobre 2011   |
| 37 | L'incantesimo spezzato 「刺客」 - Shikaku              | 8 gennaio 2012    | 18 ottobre 2011   |
| 38 | Codice Eva 「イヴ」 - Ivu                              | 15 gennaio 2012   | 19 ottobre 2011   |
| 39 | Il destino svelato 「最後の戦士」 - Saigo no senshi    | 22 gennaio 2012   | 19 ottobre 2011   |

## Sigle
Sigle di apertura giapponesi
- Ready Go! cantata da Sissy (ep. 1-13)
- Mega・Meta (めが・めた?) cantata da Yū Kobayashi (ep. 14-39)

Sigle di chiusura giapponesi
- Love The Music cantata da LISP e Yū Kobayashi (ep. 1-13
- Tan-Kyu-Shin cantata da KREVA (ep. 14-31)
- Ai × GO! Yuu × GO! (愛×GO! 勇×GO!?) cantata da TAKUYA (ep. 32-39)

Sigle italiane
- Bakugan, musica di Susanna Balbarani, Maurizio Bianchini e Graziano Pegoraro, testo di Graziella Caliandro, cantata da Susanna Balbarani (Italia 1 e Boing)
- Two Worlds Collide[4] (Cartoon Network e DVD)

Nell'edizione italiana è stata riutilizzata la sigla della prima stagione mentre le immagini presenti nella videosigla appartengono alla terza.
Nella versione italiana trasmessa su Italia 1 e Boing fu utilizzata la sigla italiana mentre in quella di Cartoon Network ed in DVD fu impiegata quella americana ricantata in italiano.